# Южнорусский тарантул
Южнорусский тара́нтул (в простонародье мизгирь; лат. Lycosa singoriensis) — вид пауков из семейства пауков-волков.

## Описание
Размер паука: взрослые самки до 31 мм, самцы до 27 мм. Тело, ноги и хелицеры густо покрыты волосками.
Головогрудь оливково-коричневая, с головной частью поднятой над грудной. Базальный членик хелицер желтовато- или оранжево-коричневый. По середине головогруди проходит нечёткая светлая полоса. Пространство между передними боковыми глазами тёмное. Ноги серовато-оливково бурые, с чёрными точками или кольцами. Вертлуги с нижней стороны также чёрные. Брюшко тёмно-оливково бурое, почти чёрное снизу.

## Распространение
Предпочитает сухой климат, в связи с чем обитает в пустынной, полупустынной, степной, иногда лесостепной зонах. Встречается на полях, в садах, огородах, на берегу рек и прочих местах с мягкой почвой. Широко распространён в Центральной (Чехия, Словакия, Австрия, Венгрия, Словения) и Восточной Европе, на Кавказе, в Малой Азии, Иране, Центральной и Восточной Азии (Китай, Корея).
В России на север доходит до широты Московской области, на восток до Тывы.

## Охота и нора

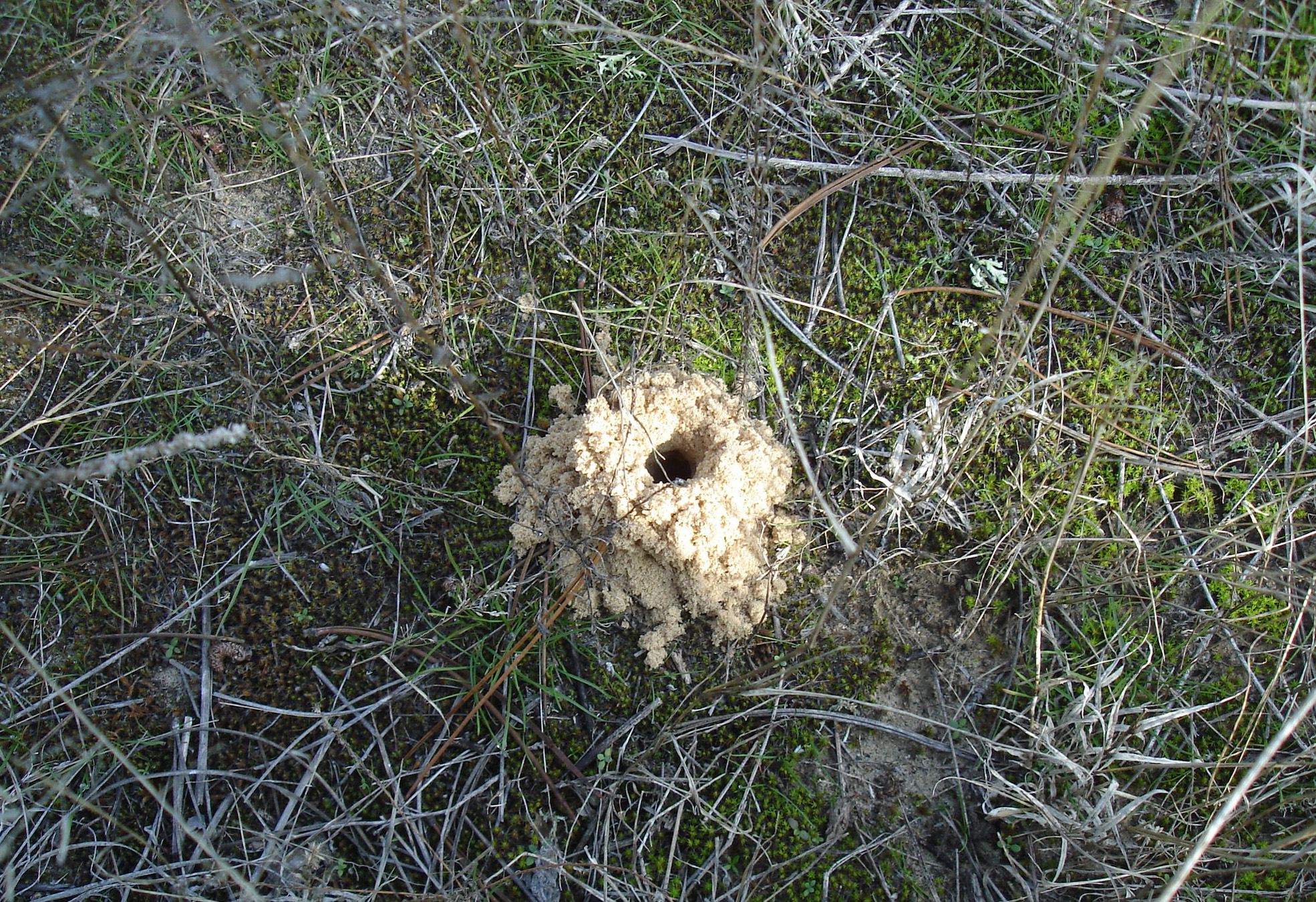
Нора тарантула, степь Херсонской области

Роет вертикальные норы глубиной до 30—40 см, выстланные паутиной, при появлении около норы насекомого стремительно выскакивает из норы и ловит его. Также паук ловит и убивает насекомых, которые могут залезть случайно к нему в нору. Как правило, сигналом к атаке тарантула служит тень от насекомого, пробежавшая по входу в нору, а также паук чувствителен к тому, что происходит у поверхности, в том числе чувствует движение пробегающих насекомых, что также служит поводом для нападения. Привязав пластилиновый шарик или пуговицу к нитке и покачивая им перед норкой, можно выманить тарантула наружу. Ночью паук становится более активным, выходит из убежища на небольшое расстояние и охотится за насекомыми. Добыча тарантула — любое насекомое, попавшее в поле зрения или приблизившееся на расстояние броска (нередок пример хищничества в отношении других, более мелких видов пауков). Некоторые особи могут забираться в жилые дома, особенно в небольших населённых пунктах.

## Размножение

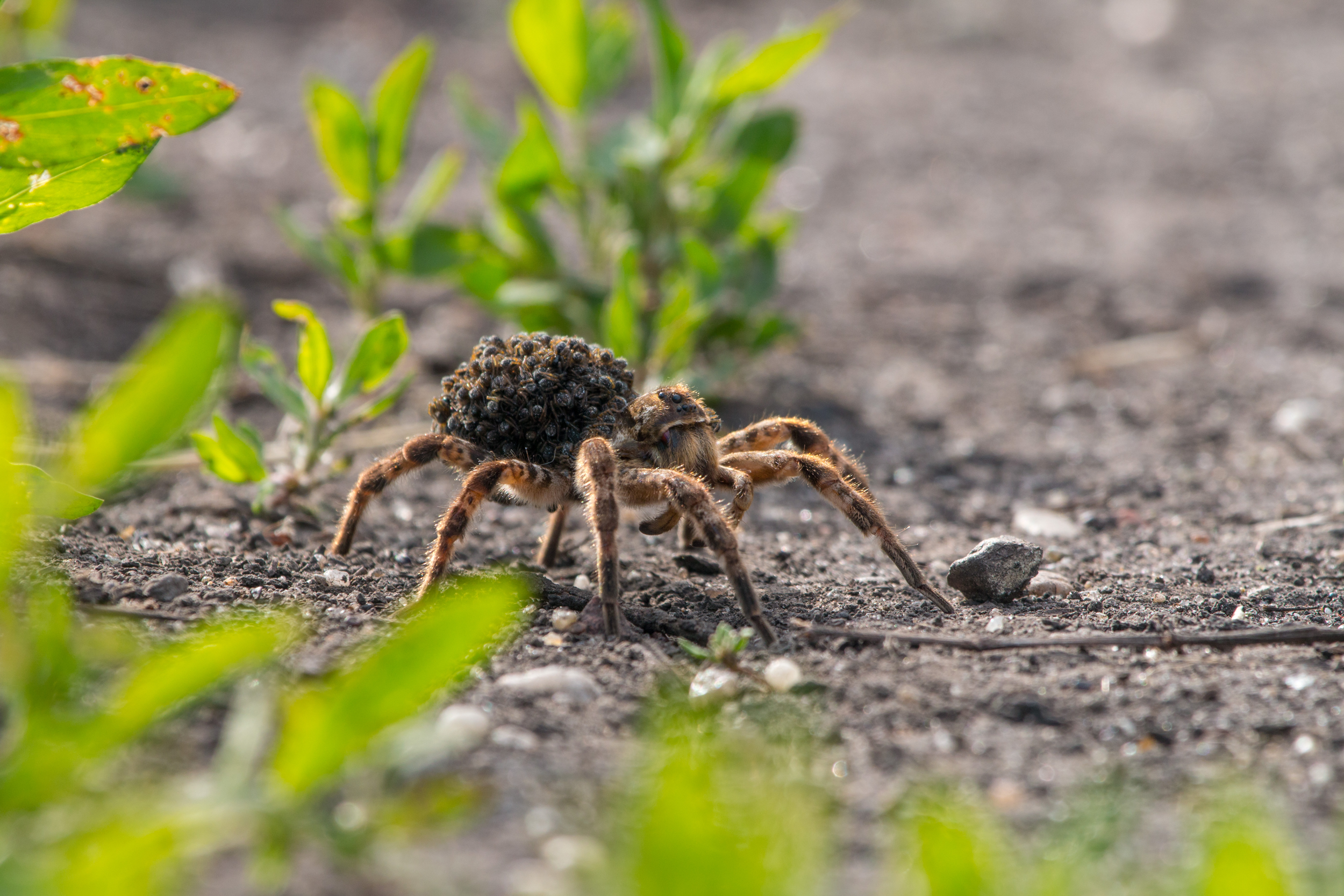
Самка тарантула с выводком в Донгузловском природном заказнике

Спаривание происходит в конце лета. Обнаружив самку, самец начинает вибрировать брюшком и активно шевелить передними лапками. Эти действия позволяют самке правильно определить вид самца. Если самка готова к спариванию, она начинает повторять его движения. После спаривания тарантул должен быстро удалиться, иначе возбуждённая самка может съесть своего партнёра.
Далее она формирует кокон из паутины с отложенными яйцами, который прикрепляет к своему телу. С ним паучиха ходит, пока детёныши не начнут шевелиться внутри кокона. Затем она прогрызает кокон и помогает им выползти наружу. Сразу же после рождения молодые тарантулы взбираются на свою мать и располагаются там в несколько слоев.
На зиму паук углубляет нору и забивает вход землёй. Зимой он может вести активный образ жизни, если попадает в отапливаемое помещение вблизи человеческого жилья. Оплодотворённая самка залегает на зиму в спячку в своей норе вплоть до весны. Весной она выползает на поверхность и подставляет своё брюшко солнцу. Это способствует формированию яиц в теле тарантула. Когда яйца созревают, самка плетёт паутину, куда и откладывает яйца. Сплетённый кокон никогда не покидает зону внимания самки и для удобства крепится паутинными железами к брюшку. При явной угрозе кокону самка яростно цепляется за него хелицерами и отобрать кокон уже не представляется возможным. Появившиеся маленькие паучата первое время держатся на самке, постепенно они покидают её и расселяются по округе. У самки может родиться до 50 детёнышей.
Продолжительность жизни паука в естественной среде 2 года. В неволе паук живёт чуть больше года (при отсутствии сезонного «зимнего» анабиоза, который тормозит развитие паука).

## Ядовитость
Яд южнорусского тарантула заключается в железах, находящихся в головогруди; их протоки открываются у вершины когтевидных члеников хелицер, которыми пауки прокалывают кутикулу своей добычи с тем, чтобы впрыснуть яд и пищеварительные ферменты, а затем и высосать внутреннее содержимое жертвы. Его укус для человека по болезненности сравним с ужалением шершня и вызывает лишь местный отёк. Яд не вызывает летального исхода у крупных животных и человека ввиду слабой активности и малой концентрации белковых токсинов, парализующих нервную систему. После укуса у человека возникает отёк и боль в укушенном месте, иногда кожа становится жёлтого цвета и остаётся такой около двух месяцев.
Яд тарантулов, так же как и яд пауков-птицеедов разжижает кровь и в небольших количествах даже может быть полезен, так как предохраняет от тромбозов.

## Природоохранный статус
Занесён в Красную книгу Татарстана.